# ميلادين راملياك
ميلادين راملياك، من مواليد 1 يوليو 1945، وتوفي في 13 سبتمبر 1978، لاعب كرة قدم يوغسلافي سابق.
لعب مع منتخب يوغسلافيا لكرة القدم.

## روابط خارجية
- ميلادين راملياك على موقع الاتحاد الدولي (مؤرشف)  (الإنجليزية)
- ميلادين راملياك على موقع قاعدة بيانات كرة القدم.إي يو (الإنجليزية)
- ميلادين راملياك على موقع ناشيونال فوتبول تيمز (الإنجليزية)